# مسجد میرزا آقاجانی
مسجد میرزا آقاجانی مربوط به دوره قاجار است و در اسدآباد، میدان امام، خیابان فرهنگ، کوچه رسالت، محله میدان واقع شده و این اثر در تاریخ ۱۸ اسفند ۱۳۸۷ با شمارهٔ ثبت ۲۵۱۶۵ به‌عنوان یکی از آثار ملی ایران به ثبت رسیده است.